# EPIC 206543223
EPIC 206543223 — одиночная звезда в созвездии Водолея на расстоянии приблизительно 794 световых лет (около 244 парсеков) от Солнца. Видимая звёздная величина звезды — +11,59m.
Вокруг звезды обращается, как минимум, одна планета.

## Характеристики
EPIC 206543223 — жёлтый карлик спектрального класса G. Масса — около 0,99 солнечной, радиус — около 0,93 солнечного, светимость — около 1,042 солнечной. Эффективная температура — около 5554 К.

## Планетная система
В 2016 году командой астрономов было объявлено об открытии планеты.